# Grewia umbellifera
Grewia umbellifera är en malvaväxtart som beskrevs av Richard Henry Beddome. Grewia umbellifera ingår i släktet Grewia och familjen malvaväxter. Inga underarter finns listade i Catalogue of Life.

## Bildgalleri

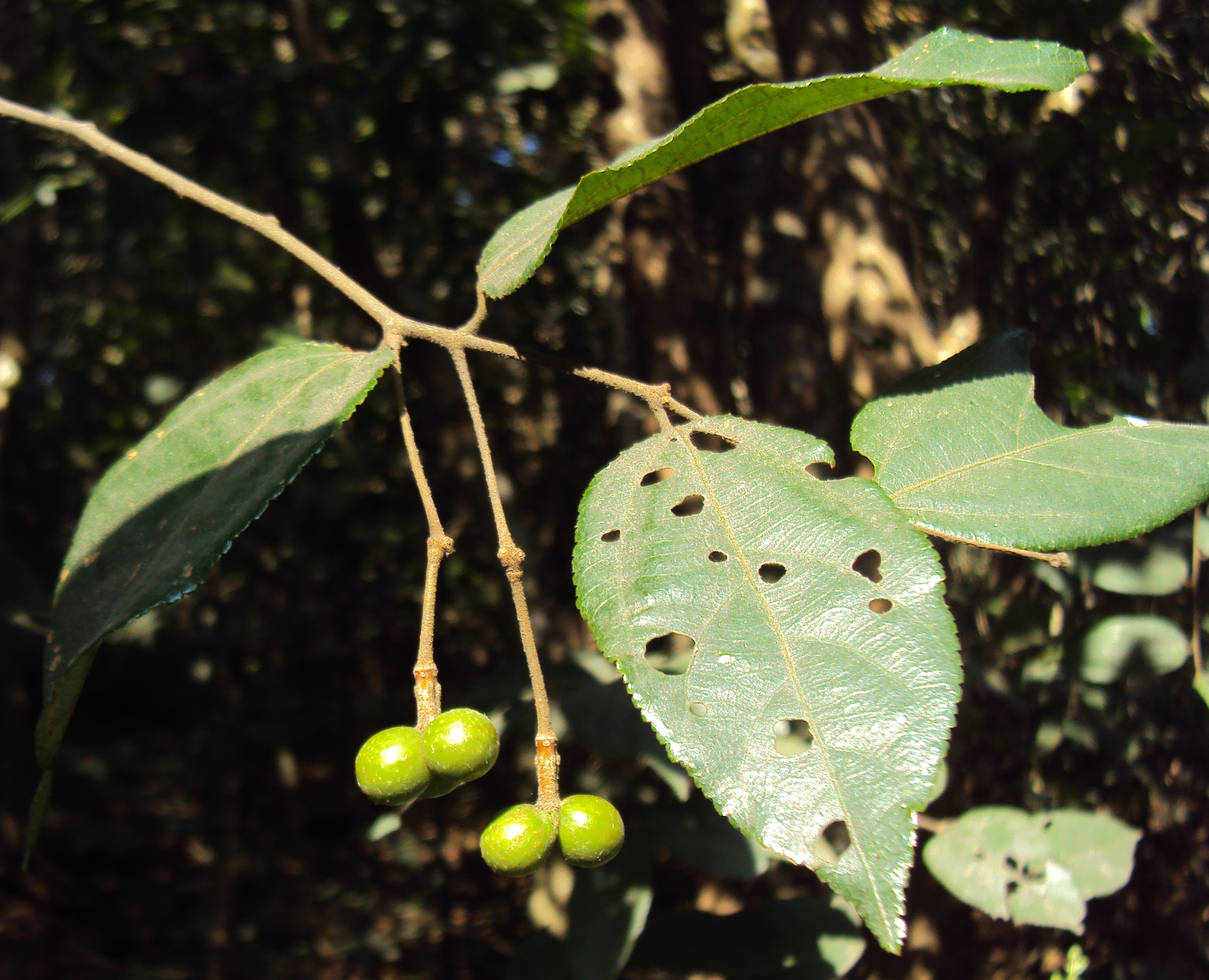
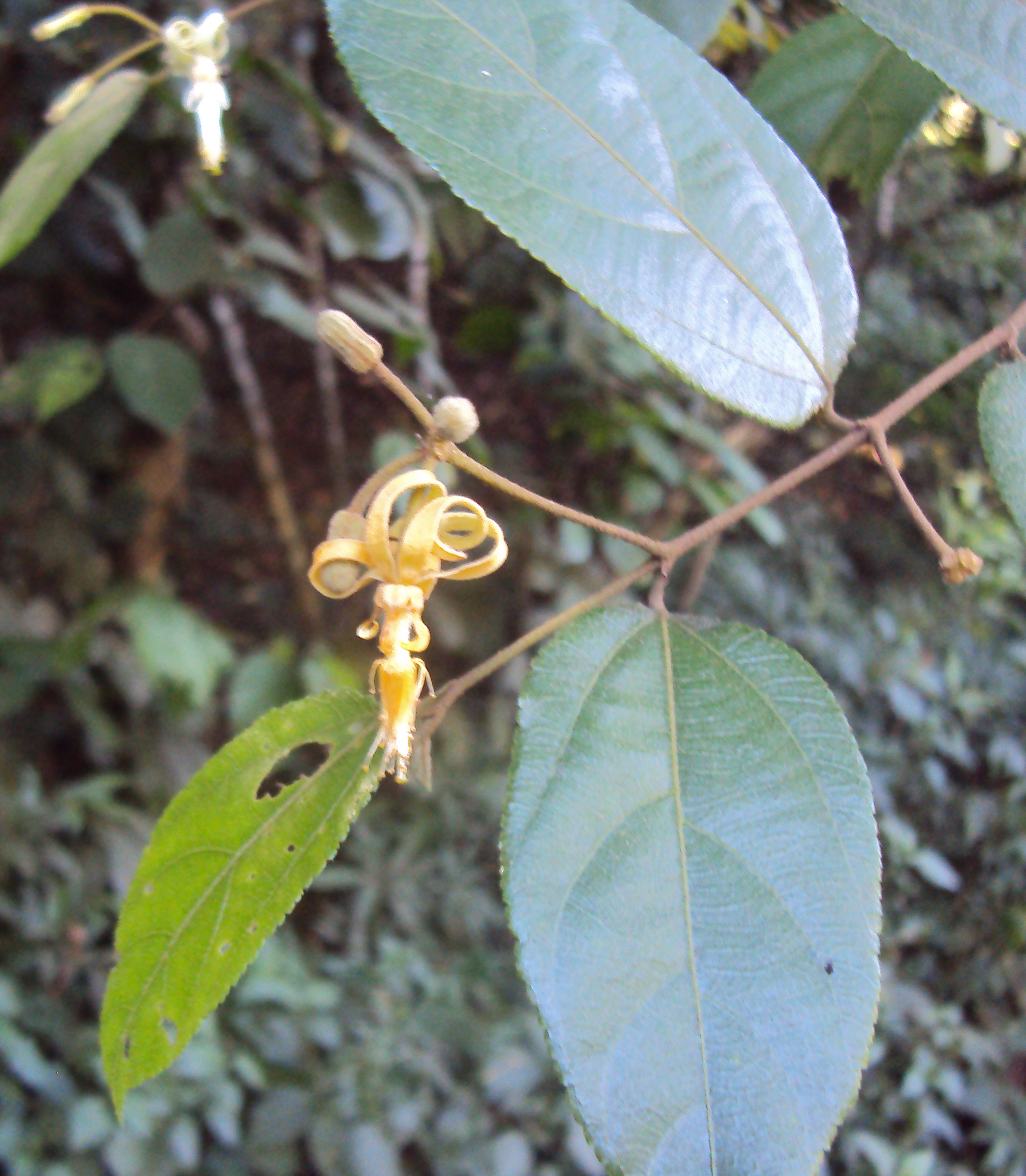
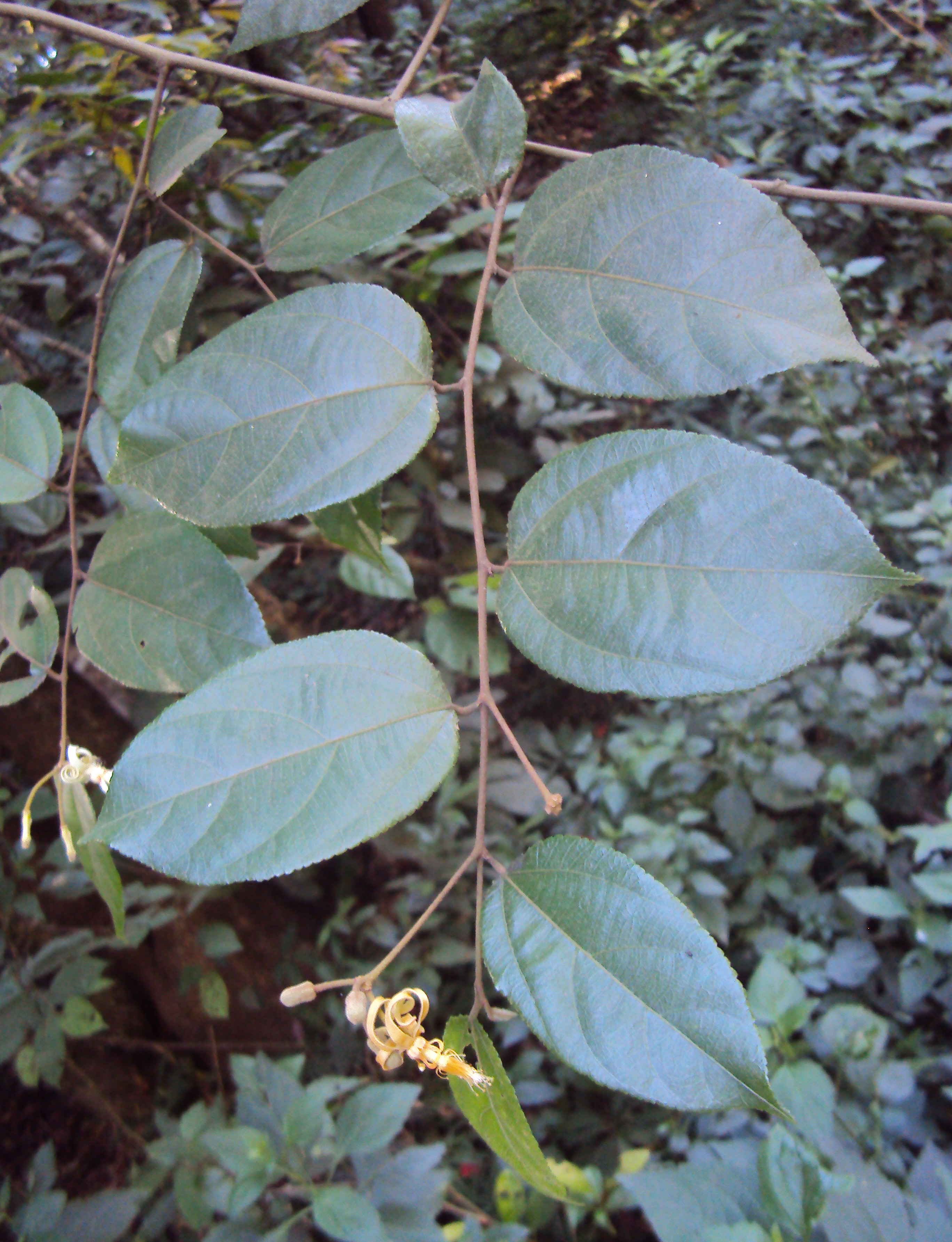
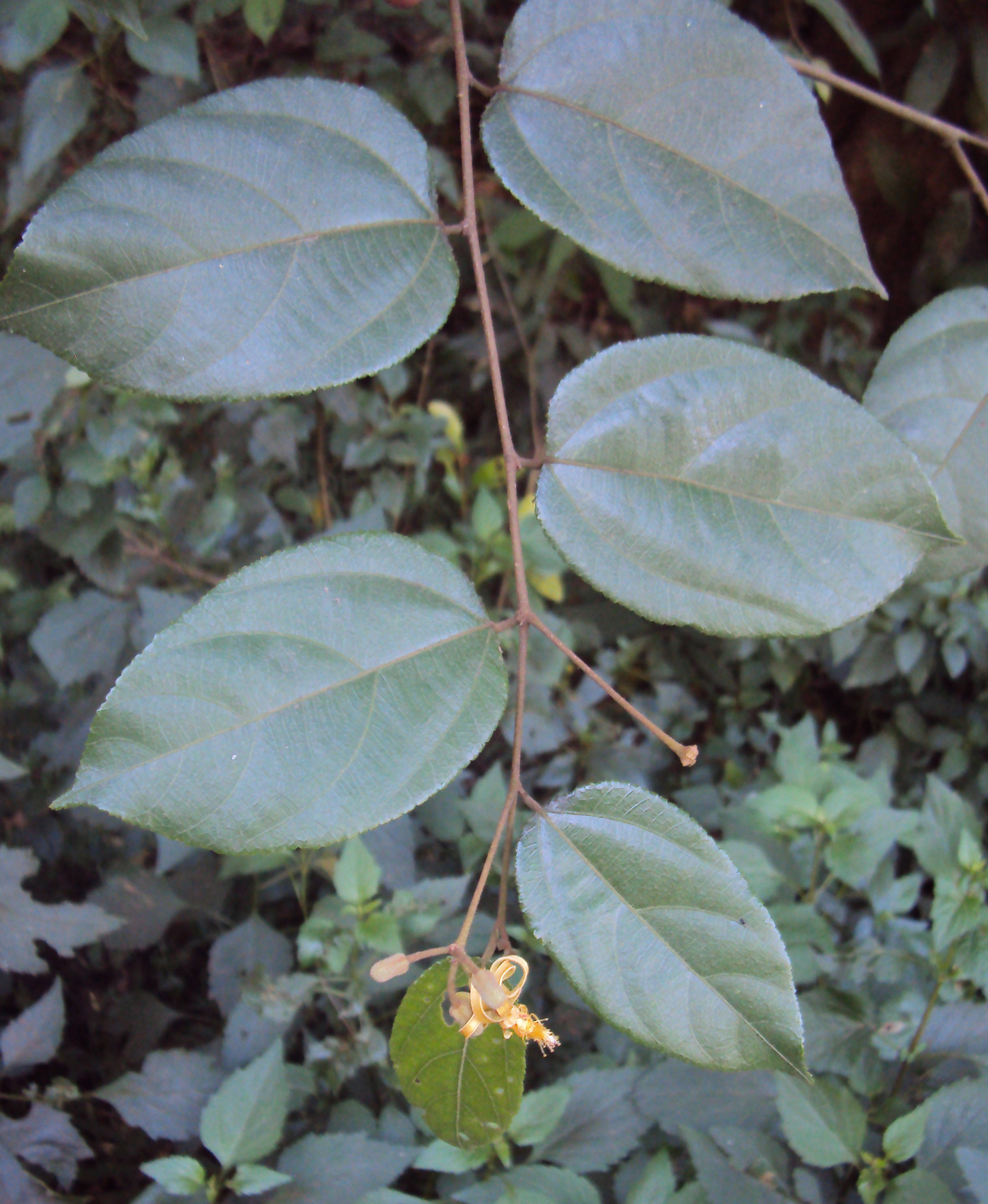
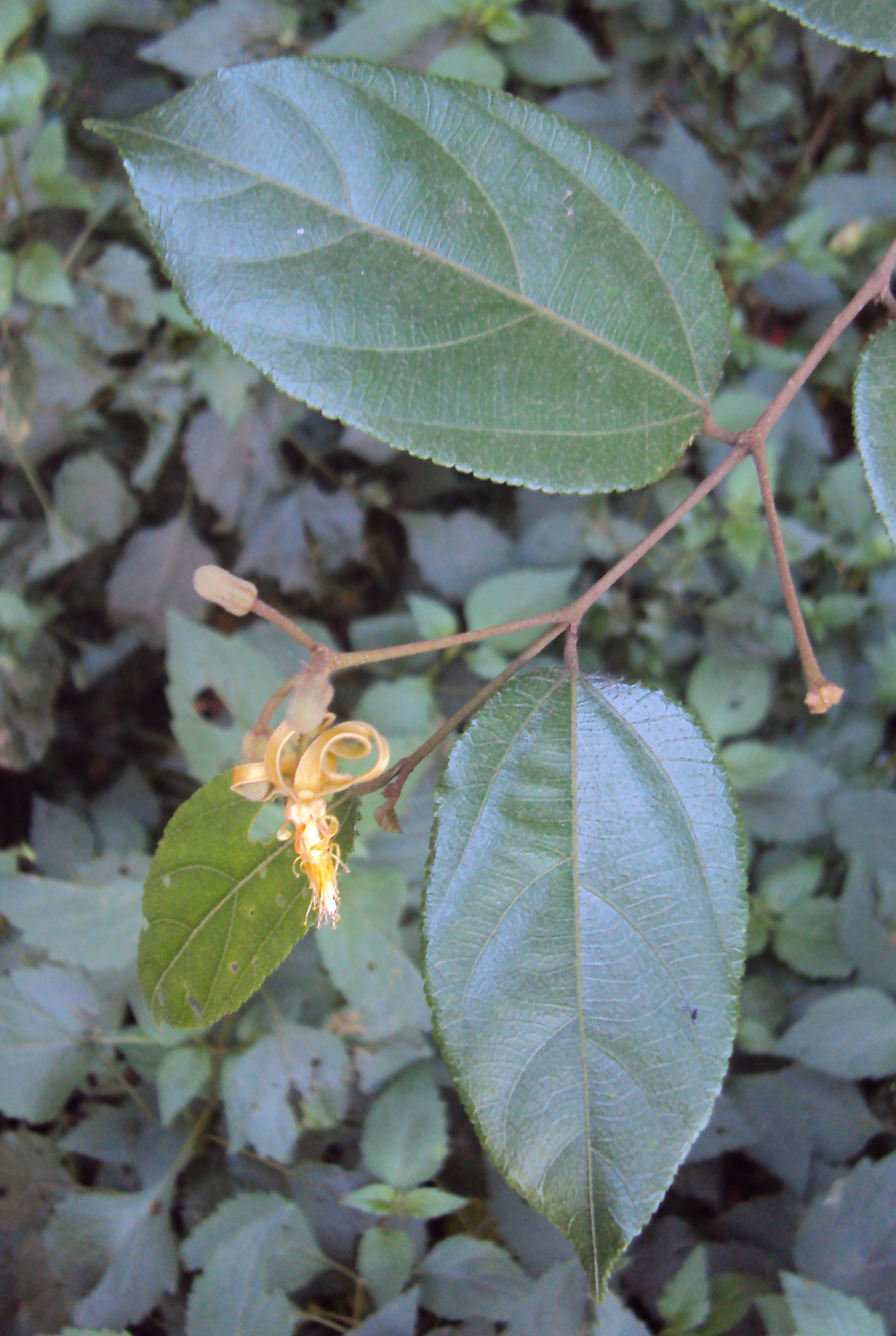
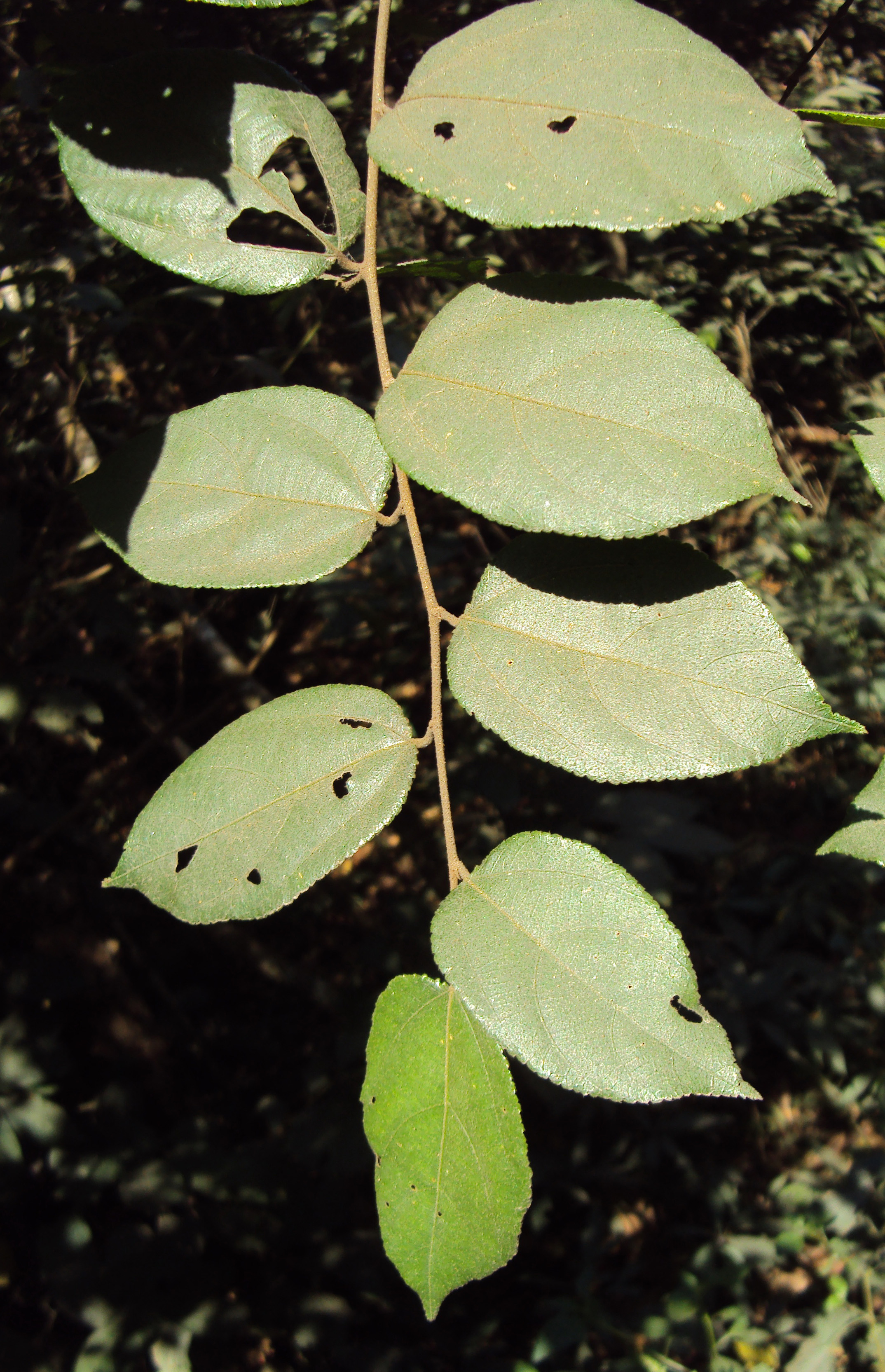